# Ville-sur-Illon
Ville-sur-Illon ([vil syʁ iˈlɔ̃] ) ist eine französische Gemeinde mit 513 Einwohnern (Stand: 1. Januar 2022) im Département Vosges in der Region Grand Est. Sie gehört zum Arrondissement Neufchâteau (bis 2024 Arrondissement Épinal) und zum Gemeindeverband Mirecourt Dompaire. Die Bewohner werden Vilains und Vilainnes genannt.

## Geografie

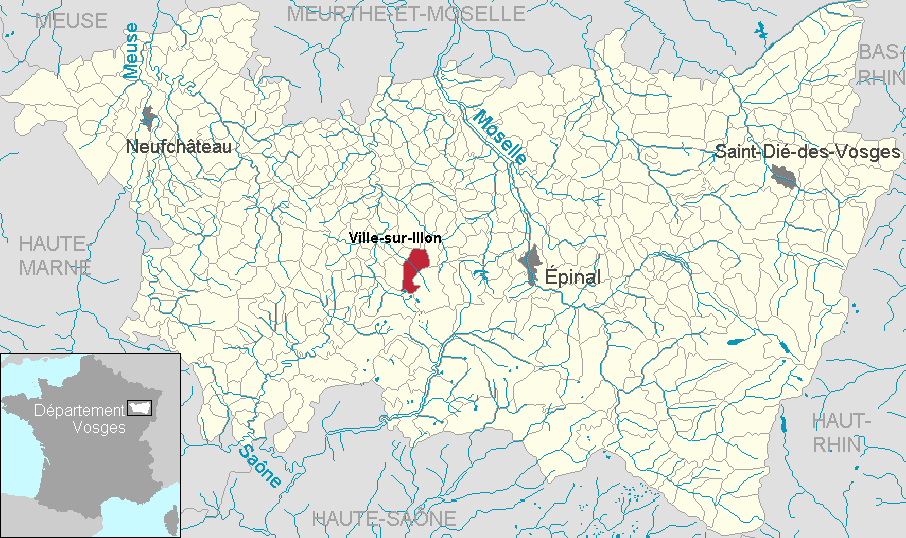
Lage von Ville-sur-Illon im Département Vosges

Die Gemeinde Ville-sur-Illon liegt zwischen Épinal und Vittel im Süden Lothringens. Neun Kilometer südlich der Gemeinde befindet sich die Saônequelle. Am westlichen Ortsrand von Ville-sur-Illon entlang fließt der etwa 13 Kilometer lange Illon, ein schmaler Nebenfluss des Madon. Das im Ortsbereich 300 Meter breite Illontal weitet sich flussaufwärts an der Mündung des Ruisseau de Fontenaille und wird von sanft ansteigenden Hängen flankiert, die östlich und westlich des Illon auf jeweils 360 Meter hoch gelegene Plateaus überleiten. Der Süden des Gemeindegebietes wird von einem 500 ha großen geschlossenen Waldgebiet eingenommen. Der größte Teil des fast 18 km² umfassenden Gemeindeareals besteht jedoch aus landwirtschaftlichen Nutzflächen. Nachbargemeinden von Ville-sur-Illon sind Dompaire und Madonne-et-Lamerey im Norden, Damas-et-Bettegney im Nordosten, Harol im Osten, Escles im Süden, Pierrefitte im Westen sowie Les Ableuvenettes im Nordwesten.

## Geschichte
1132 tauchte der Ort erstmals als Vicarium Villa auf.
Von 1703 bis zur Französischen Revolution war Ville-sur-Illon Sitz einer Markgrafschaft (marquisat) als Teil der Vogtei in Darney.
Das Rathaus, in dem sich auch die Knabenschule befand, stammt aus dem Jahr 1834, die Mädchenschule aus dem Jahr 1868.

### Brauereigeschichte
Das Bierbrauen hat in der Gemeinde eine lange Tradition. 1627 ist die erste Brauerei im Ort nachweisbar. Anfang des 20. Jahrhunderts erreichte die Grande Brasserie & Malterie Vosgienne mit einem jährlichen Ausstoß von 46.000 Hektolitern Bier ihren Höhepunkt, als große Lieferungen nach Paris und Troyes gingen. Die zunehmende Konzentration im Bereich der Getränkeindustrie ließ nach dem Zweiten Weltkrieg viele Brauereien sterben. So endete auch in Ville-sur-Illon die Tradition 1956. Bis 1966 wurde noch Malz hergestellt, bis 1975 alkoholfreie Getränke. Das örtliche Museum zeigt die Entwicklung des Bierbrauens in Ville-Sur-Illon, darüber hinaus werden dort heute wieder verschiedene Biere in kleinen Mengen gebraut.

### Bevölkerungsentwicklung
Die Gemeinde konnte den Bevölkerungsverlust infolge der Schließung der Brauerei nur langsam wieder kompensieren.
| Jahr      | 1962 | 1968 | 1975 | 1982 | 1990 | 1999 | 2007 | 2018 |
| Einwohner | 568  | 593  | 505  | 479  | 466  | 460  | 502  | 550  |

Im Jahr 1836 wurde mit 1056 Bewohnern die bisher höchste Einwohnerzahl ermittelt. Die Zahlen basieren auf den Daten von cassini.ehess und INSEE.

## Sehenswürdigkeiten

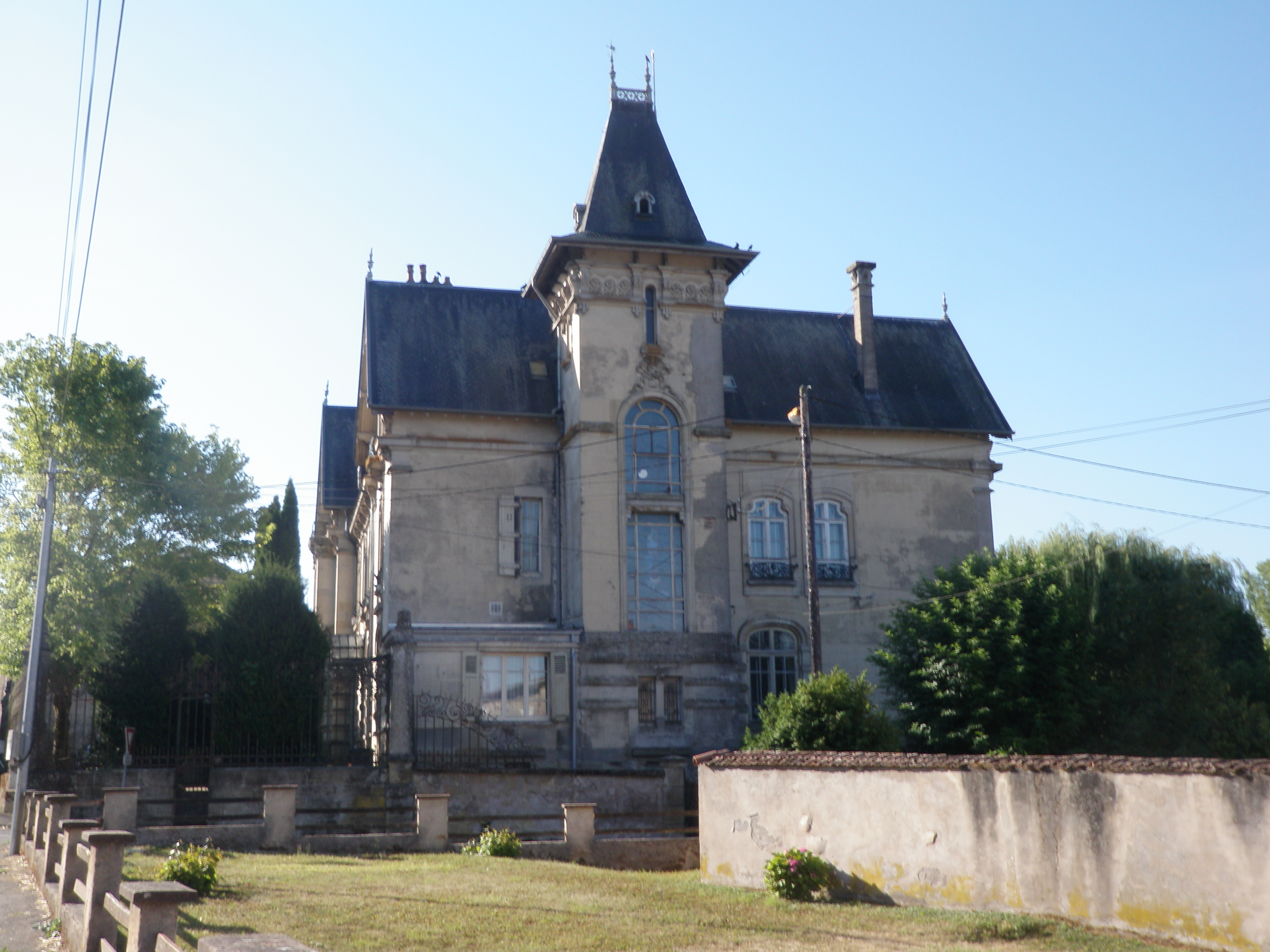
Herrenhaus Lobstein

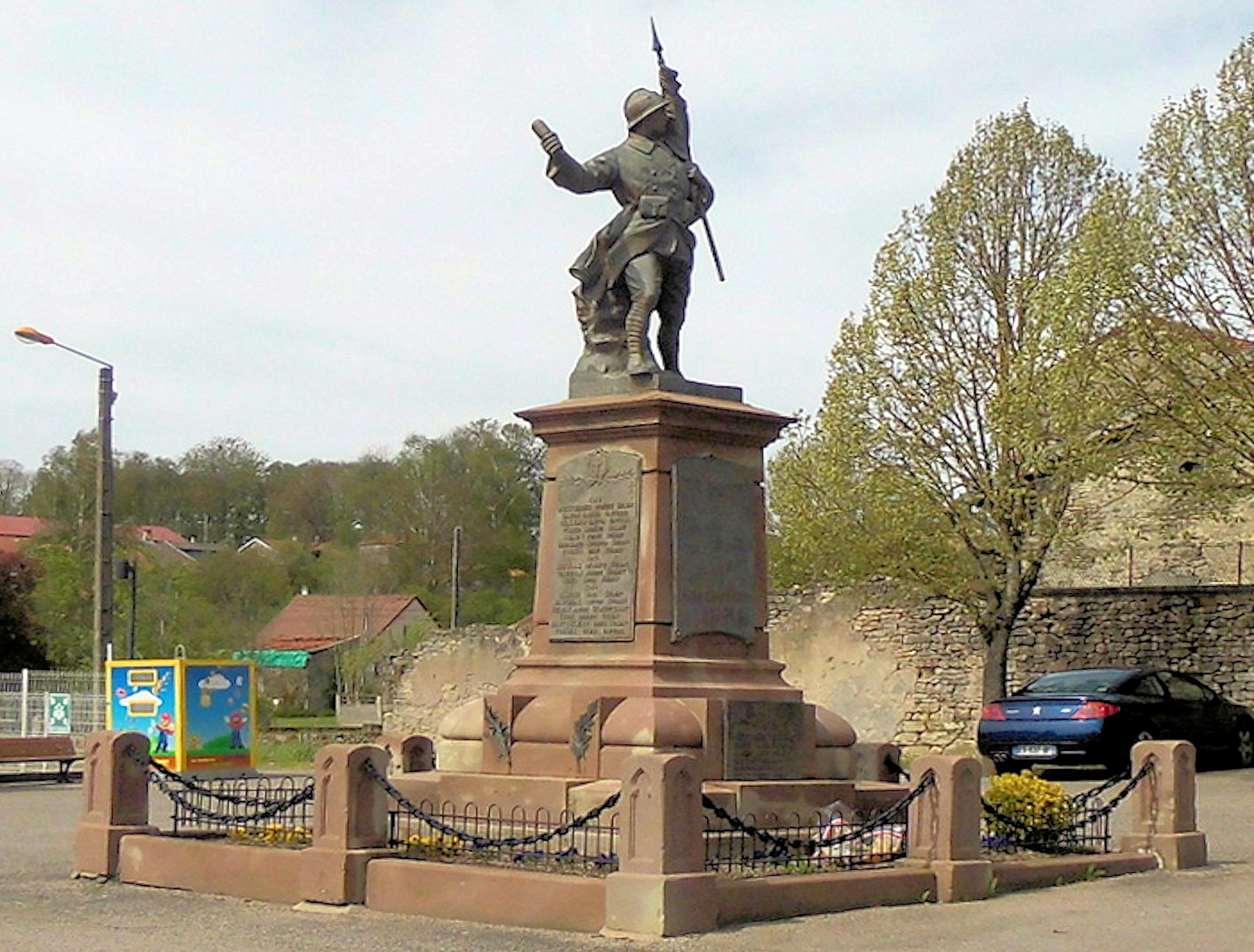
Gefallenendenkmal

- Kirche Saint-Martin, hervorgegangen aus dem Priorat eines Klosters aus dem 15. Jahrhundert
- Kirche Saint-Sulpice aus dem 15. Jahrhundert (Monument historique)
- Brauereimuseum
- 1904 errichtetes Herrenhaus des Brauereibesitzers Jacques Lobstein

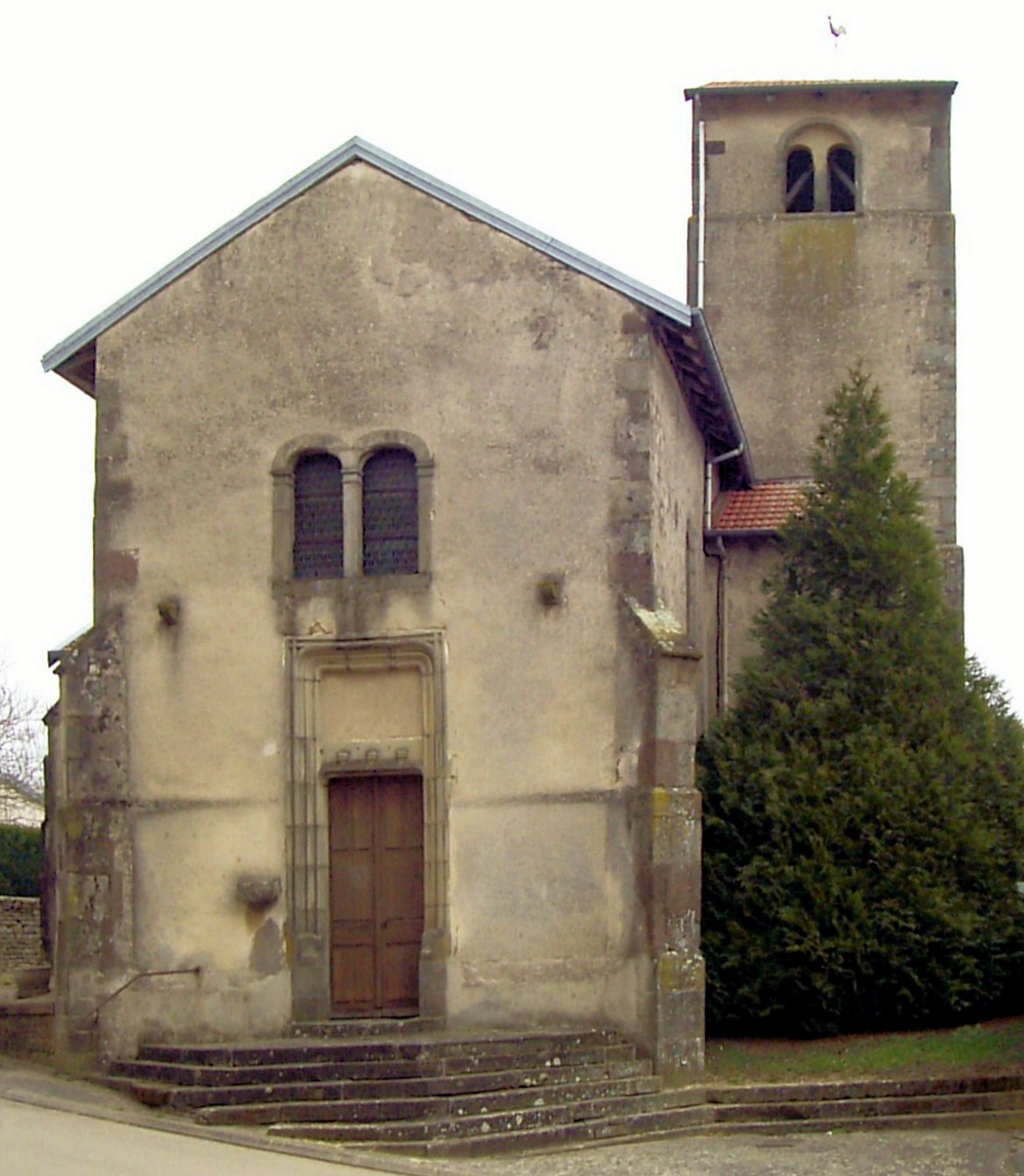
Kirche Saint-Martin
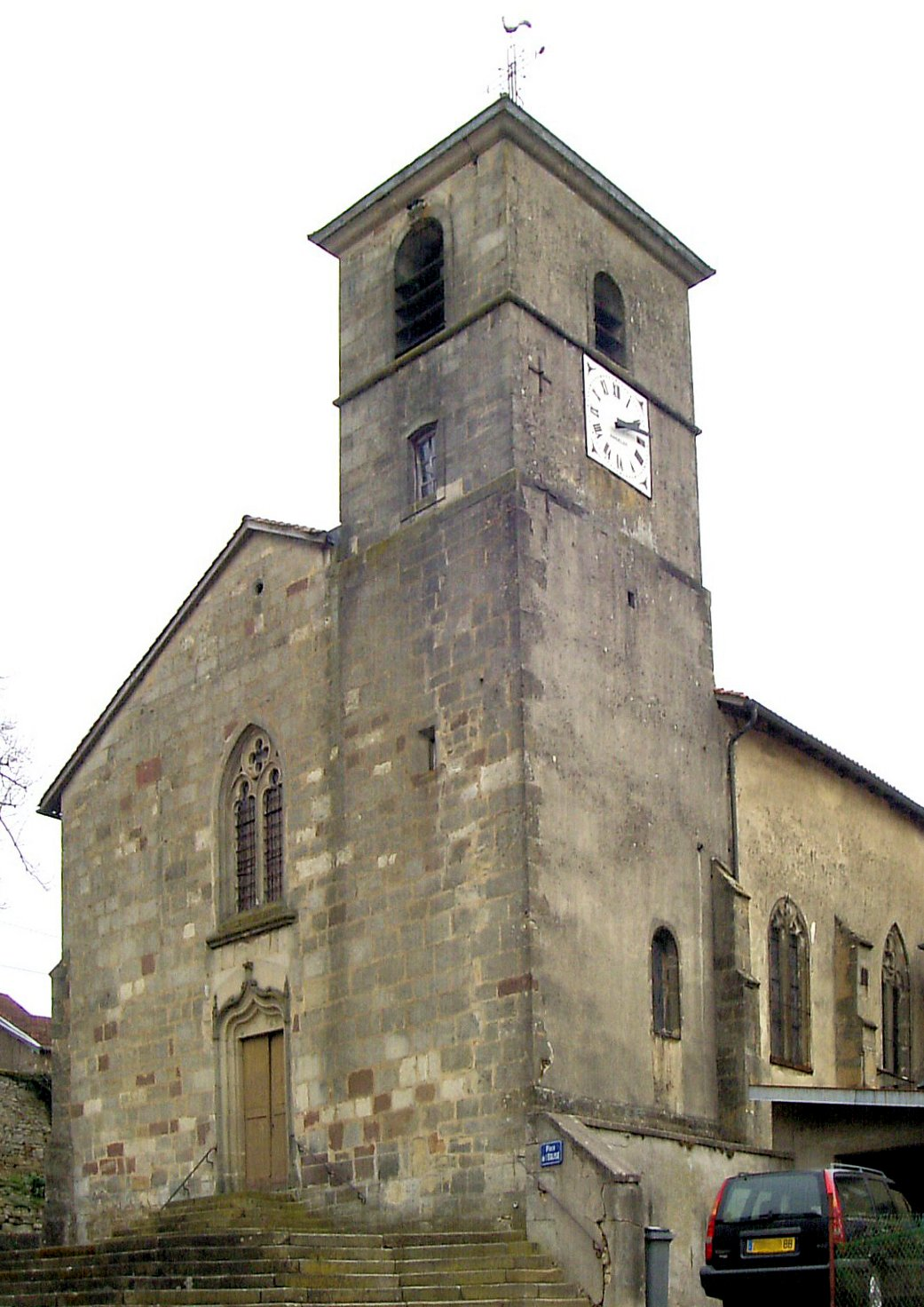
Kirche Saint-Sulpice

## Wirtschaft und Infrastruktur
In der Gemeinde sind zehn Landwirtschaftsbetriebe ansässig (Milchwirtschaft, Rinderzucht). Ein Teil der Einwohner ist in kleinen Handwerks- und Handelsbetrieben beschäftigt. Durch die günstige Verkehrsanbindung pendeln viele Bewohner nach Vittel, Mirecourt oder Épinal.
Ville-sur-Illon ist heute Schulstandort auch für die nahegelegenen Gemeinden Harol und Pierrefitte.
In Ville-sur-Illon kreuzen sich die Fernstraßen D 4 (Mirecourt-Bains-les-Bains) und D 6 (Nomexy-Darney). Fünf Kilometer nördlich von Ville-sur-Illon verläuft die teilweise zweistreifig ausgebaute Schnellstraße von Épinal nach Vittel/Contrexéville.

## Persönlichkeiten
- Philipp II. (Philippe) de Ville-sur-Illon, Bischof von Toul 1399–1409
- Heinrich II. (Henri) de Ville-sur-Illon, Bischof von Toul 1409–1436

## Belege
1. ↑  Geschichte auf www.vosges-archives (Memento des Originals vom 3. März 2016 im Internet Archive)  Info: Der Archivlink wurde automatisch eingesetzt und noch nicht geprüft. Bitte prüfe Original- und Archivlink gemäß Anleitung und entferne dann diesen Hinweis. (PDF-Datei, französisch)
2. ↑  Brauereimuseum Ville-sur-Illon (Memento des Originals vom 4. September 2009 im Internet Archive)  Info: Der Archivlink wurde automatisch eingesetzt und noch nicht geprüft. Bitte prüfe Original- und Archivlink gemäß Anleitung und entferne dann diesen Hinweis.
3. ↑  Ville-sur-Illon auf cassini.ehess
4. ↑  Ville-sur-Illon auf INSEE
5. ↑  Landwirtschaftsbetriebe auf annuaire-mairie.fr (französisch)